# Nierendorf
Nierendorf ist ein Ortsbezirk der verbandsfreien Gemeinde Grafschaft im rheinland-pfälzischen Landkreis Ahrweiler. Der Ortsbezirk Nierendorf hat zurzeit 836 Einwohner. Bis zur Eingliederung in die im Jahr 1974 neu gebildete Gemeinde Grafschaft war Nierendorf eine eigenständige Gemeinde. Zu Nierendorf gehören auch die Wohnplätze Rischmühle und Herrensteiner Mathildenhof.

## Geographie
Nierendorf liegt linksrheinisch in der Nähe des Ahrtales. Die Hauptstraße durch die Ortschaft ist die Landesstraße 80. Zwischen Nierendorf und dem Nachbarort Bengen verläuft die A 61. Der östliche Teil der Gemarkung sind hügelige Weidelandschaft, Streuobstwiesen und Mischwald, im Westen befindet sich hinter einem ehemaligen Bahndamm die landwirtschaftliche Nutzfläche. Südlich des Ortes führte die Aachen-Frankfurter Heerstraße vorbei.

## Geschichte
Nierendorf war bereits zur Römerzeit besiedelt. Erstmals urkundlich erwähnt wird der Ort im Jahr 1117, als die Bürger von Remagen der neu gegründeten Propstei auf dem Berg bei Remagen unter anderem Geld und einen Weinberg schenkten. Damals hieß der Ort Nithirindorp. 1666 hatte er 75 Einwohner. Nierendorf gehörte bis zur französischen Besatzungszeit um 1800 zur Herrschaft Landskron. 1724 wurde eine Schule errichtet, die seit den 1970er Jahren als Bürgerhaus genutzt wird. Das Pfarrhaus wurde 1890 neu erbaut. Eine Wasserleitung gibt es in Nierendorf seit 1957. Am 16. März 1974 wurde die bis dahin selbstständige Gemeinde Nierendorf von der Verbandsgemeinde Ringen in die Gemeinde Grafschaft eingegliedert.

### Name
Vor mehreren Jahrhunderten lagen die Häuser dieser Ortschaft sehr zerstreut. „Das wird nie ein Dorf“ (Nie-ein-Dorf), sagten die Leute. In Wirklichkeit heißt der Name einfach niederes Dorf (nithiri = nieder).

### Kirche
Nierendorf war nie eine eigenständige Pfarre, obwohl sie 64 Jahre lang einen Priester hatte. Die Filialkirche wurde 1898/1899 durch den in Lüftelberg geborenen Architekten Anton Becker neu erbaut. Der Ort gehört zur Katholische Kirchengemeinde Leimersdorf und Ringen.

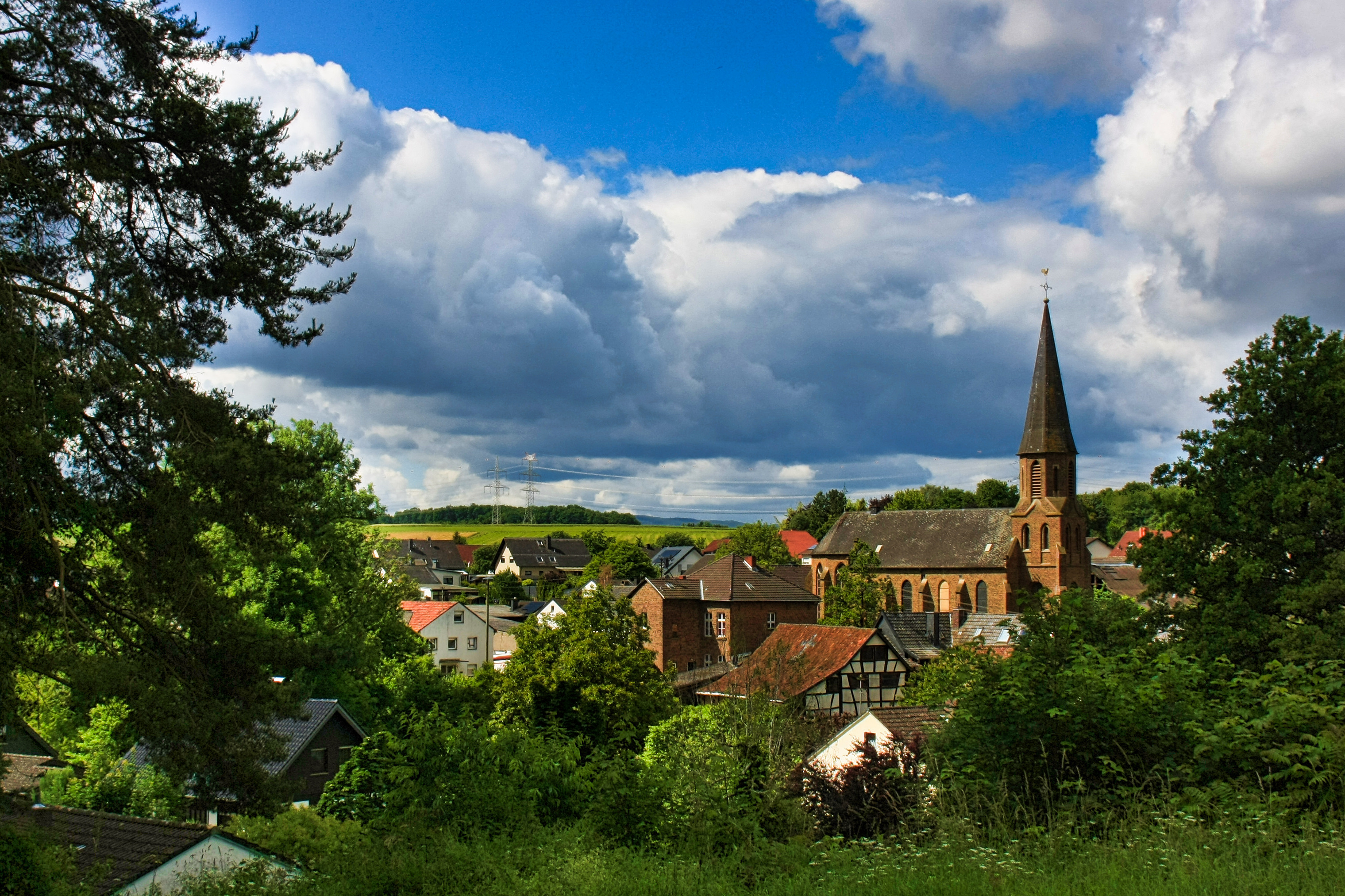
Nierendorf

## Politik

### Ortsbezirk
Nierendorf ist einer von elf Ortsbezirken der Gemeinde Grafschaft. Er wird durch einen Ortsbeirat und einem Ortsvorsteher vertreten.

### Ortsbeirat
Der Ortsbeirat besteht aus sieben Mitgliedern, die bei der Kommunalwahl am 9. Juni 2024 in einer personalisierten Verhältniswahl gewählt wurden, und der ehrenamtlichen Ortsvorsteherin als Vorsitzender.
Die Sitzverteilung im Ortsbeirat:
| Wahl | SPD | CDU | Grüne | FDP | FWG 1 | Gesamt  |
| ---- | --- | --- | ----- | --- | ----- | ------- |
| 2024 | 2   | 5   | 0     | –   | –     | 7 Sitze |
| 2019 | 2   | 4   | 1     | –   | –     | 7 Sitze |
| 2014 | 2   | 4   | 1     | –   | –     | 7 Sitze |
| 2009 | 3   | 2   | 1     | 0   | 1     | 7 Sitze |

### Ortsvorsteher
Derzeit werden die Amtsgeschäfte von der Stellvertretenden Ortsvorsteherin Margret Nelles-Lawnik (CDU) ausgeübt. Der seit 2009 amtierende Ortsvorsteher Josef Braun (CDU) war am Tag vor der Direktwahl am 9. Juni 2024, bei der er und Sebastian Moog (SPD) gegeneinander antreten wollten, überraschend verstorben. Daraufhin wurde diese Wahl kurzfristig abgesagt und für den 29. September neu angesetzt. Als einzige Bewerberin wurde Margret Nelles-Lawnik mit einem Stimmenanteil von 95,41 % für fünf Jahre gewählt. Ihre Amtseinführung soll am 13. November 2024 erfolgen.
Brauns Vorgänger waren der am 11. März 2009 verstorbene Matthias Werner (SPD) und bis 2004 Günter Bach.

## Kultur und Sehenswürdigkeiten
- Siehe Liste der Kulturdenkmäler in Grafschaft (Rheinland)